# Ernst Mikosch
Ernst Mikosch (* 24. Januar 1949 in Fulda) ist ein deutscher Rechtswissenschaftler und ehemaliger Richter am Bundesarbeitsgericht.

## Leben
Ernst Mikosch studierte die Rechte und leistete das Referendariat ab. Seit dem Studium ist er Mitglied der katholischen Studentenverbindung KStV Urach Freiburg im Breisgau im KV. Seine Ausbildung beendete er mit dem zweiten juristischen Staatsexamen 1975 in Stuttgart. Danach war er als wissenschaftlicher Mitarbeiter an der Albert-Ludwigs-Universität Freiburg tätig und promovierte dort 1981 zum Thema Vereinbarungen über den Versorgungsausgleich, insbesondere bei betrieblicher Altersversorgung. Es folgte sein Eintritt in den höheren Justizdienst des Bundeslandes Baden-Württemberg, wo er an unterschiedlichen Gerichten der Arbeitsgerichtsbarkeit tätig wurde. Ende 1992 wurde er Vorsitzender Richter am Landesarbeitsgericht Baden-Württemberg und im Mai 1993 Richter am Bundesarbeitsgericht. Dort gehörte er zunächst dem 8. Senat und ab Oktober 2001 dem 5. Senat des höchsten deutschen Gerichts der Arbeitsgerichtsbarkeit an. Der 5. Senat ist zuständig für Rechtsfragen zum Arbeitnehmerstatus, zu Entgeltansprüchen, zur Entgeltfortzahlung im Krankheitsfall, zum Annahmeverzug und für Fragen des Rechtswegs zu den Arbeitsgerichten. Er wurde stellvertretender Vorsitzer des 5. Senates und schließlich zum 1. November 2009 zum Vorsitzenden des 10. Senates des Bundesarbeitsgerichtes ernannt. Der von ihm geleitete 10. Senat befasst sich mit Gratifikationen, Sondervergütungen und Zulagen. Zum 30. April 2014 trat Mikosch in den Ruhestand.
Neben seiner richterlichen Tätigkeit lehrt Mikosch. Er ist seit 1998 Honorarprofessor an der Eberhard Karls Universität Tübingen. Er veröffentlicht zum kollektiven Arbeitsrecht, zum Individualarbeitsrecht und zum Prozessrecht.